# Ekateryna Reznyk
Ekateryna Oleksandrivna Reznyk (in ucraino Екатерина Олександрівна Резник?; Charkiv, 20 novembre 1995) è una nuotatrice artistica ucraina.
Ai Campionati mondiali di nuoto di Kazan' 2015 ha terminato la gara al quarto posto nel duo misto libero con Anton Tymofeev.

## Palmarès
- Mondiali

Barcellona 2013: bronzo nella gara a squadre (programma tecnico) e nel libero combinato.
Gwangju 2019: oro nell'highlight, bronzo nella gara a squadre (programma tecnico e libero) e nel libero combinato.
- Europei

Berlino 2014: oro nel libero combinato.
Londra 2016: oro nella gara a squadre (programma libero), argento nel libero combinato.
Glasgow 2018: oro nel libero combinato, argento nella gara a squadre (programma libero).